# Ziemia (podłoże)
Ziemia – jednorodne lub skomponowane z wielu składników podłoże, przygotowane specjalnie dla określonych upraw ogrodniczych, np. ziemia kompostowa, ziemia torfowa, ziemia liściowa.
W produkcji szklarniowej występuje ziemia szklarniowa, tj. utwór powstały z wierzchniej warstwy skorupy ziemskiej, odizolowany od czynników pogodowych i uzupełniony znacznymi dodatkami często niekonwencjonalnych materiałów organicznych i mineralnych. W ziemi szklarniowej zachowany jest stały kontakt z warstwami i poziomami genetycznymi znajdującymi się poniżej silnie zmienionych poziomów próchnicznych. Są to ziemie z warstw uprawnych pól, łąk, pastwisk i ugorów (ziemia polowa, ogrodowa i darniowa).